# Paepalanthus singularius
Paepalanthus singularius är en gräsväxtart som beskrevs av Harold Norman Moldenke. Paepalanthus singularius ingår i släktet Paepalanthus och familjen Eriocaulaceae. Inga underarter finns listade i Catalogue of Life.